# دانقرالو
دانقرالو هي قرية في مقاطعة أرومية، إيران. يقدر عدد سكانها بـ 149 نسمة بحسب إحصاء 2016.